# Isola Malyj
L'isola Malyj (in russo Остров Малый, ostrov Malyj; in italiano "isola Piccola") è un'isola russa che fa parte dell'arcipelago dell'imperatrice Eugenia ed è bagnata dal mar del Giappone.
Amministrativamente appartiene alla città di Vladivostok, nel Territorio del Litorale, che è parte del Circondario federale dell'Estremo Oriente.

## Geografia
L'isola è situata 2,3 km a est dell'isola di Popov, nella parte orientale della baia Pograničnaja (бухта Пограничная, buchta Pograničnaja), a sud-est di capo Prochodnoj (мыс Проходной, mys Prochodnoj). Si trova tra l'isola di Naumov e l'isola di Klykov, 255 m a nord di quest'ultima. È bagnata dalle acque del golfo dell'Ussuri, ovvero la parte orientale del golfo di Pietro il Grande.
Malyj, come indica il nome, è una piccola isola rocciosa. L'unica altura al centro declina fino alle coste che hanno una forma pentagonale irregolare con una lunghezza di 135 m (dal vertice settentrionale al lato meridionale) e una larghezza di circa 130 m (da est a ovest).
È circondata da spiagge su tutti i lati, tranne ai vertici orientale e occidentale dove ci sono delle scogliere.
La superficie è coperta da un manto erboso e da pochi alberi.

## Isole adiacenti
- Isola di Naumov (остров Наумова, ostrov Naumova), è un'isola a est dell'isola di Popov e a nord-ovest di Malyj.
- Isola di Klykov (остров Клыкова, ostrov Klykova), altra isola a est di Popov ma a sud di Malyj.